# Rubus subtibetanus
Rubus subtibetanus là loài thực vật có hoa trong họ Hoa hồng. Loài này được Hand.-Mazz. miêu tả khoa học đầu tiên năm 1920.